# Mapusa
Mapusa là một thành phố và là nơi đặt hội đồng đô thị (municipal council) của quận North Goa thuộc bang Goa, Ấn Độ.

## Nhân khẩu
Theo điều tra dân số năm 2001 của Ấn Độ, Mapusa có dân số 40.122 người. Phái nam chiếm 52% tổng số dân và phái nữ chiếm 48%. Mapusa có tỷ lệ 76% biết đọc biết viết, cao hơn tỷ lệ trung bình toàn quốc là 59,5%: tỷ lệ cho phái nam là 80%, và tỷ lệ cho phái nữ là 73%. Tại Mapusa, 11% dân số nhỏ hơn 6 tuổi.